# Estación Comandante Leal
Comandante Leal es una estación de ferrocarril ubicada en el paraje del mismo nombre, Departamento General Ocampo, provincia de La Rioja, Argentina.

## Servicios
Presta servicios de cargas a través de la empresa estatal Trenes Argentinos Cargas.
Pertenece al Ramal A2 del Ferrocarril Belgrano.
Desde esta estación partía el Ramal A13 hasta Pinas. Ese enlace fue levantado al igual que sus vías desde 1977.